# Пазиняки
Пазиняки (до 1989 року — Пазинаки) — село в Україні, у Яворівському районі Львівської області. Населення становить 158 осіб. Орган місцевого самоврядування - Яворівська міська рада.

## Історія
Виконавчий комітет Львівської обласної Ради народних депутатів рішенням від 19 вересня 1989 року в окремих районах уточнив назви населених пунктів: у Яворівському районі села Пазинаки Верблянської сільради на Пазиняки.